# Doña Mencía
Doña Mencía – hiszpańskie miasto w prowincji Kordoba w Andaluzji, 71 km od stolicy prowincji, Kordoby.
Powierzchnia miasta to 15 km². Miasto umieszczone jest na średniej wysokości 590 metrów nad poziomem morza. Od 2006 roku burmistrzem jest Julio Priego Priego. Kod pocztowy do gminy to 14860.

## Demografia
- 1996 - 5 007
- 1998 - 5 047
- 1999 - 4 955
- 2000 - 4 946
- 2001 - 4 927
- 2002 - 4 971
- 2003 - 4 981
- 2004 - 5 002
- 2005 - 5 003